# 89식 장갑전투차

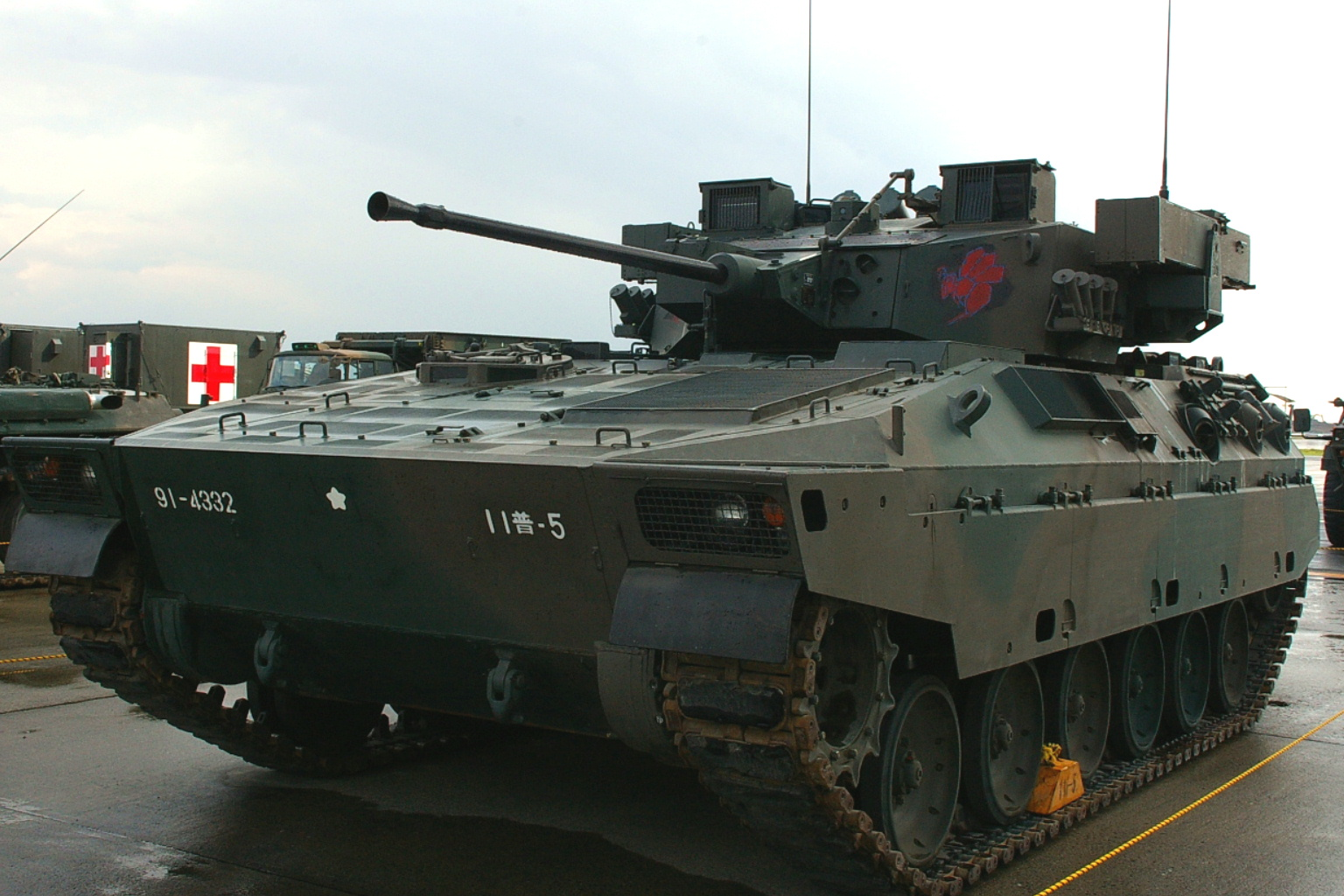
89식 장갑전투차

89식 장갑전투차(89式装甲戦闘車 하치쥬큐시키 소코센토샤[*])는 일본의 미쓰비시사에서 개발 및 생산하는 보병전투차이다. 또한 89식 장갑전투차는 1989년에 육상자위대에 배치되었으며, 총 68대가 생산됐었다. 현재도 운용하고 있다.

## 개요
육상 자위대는 지금까지 장갑차로 60식 장갑차와 73식 장갑차를 장비하고 왔지만, 전차와 함께 행동하는 보병 대원의 방어 강화 및 지원 화력의 강화가 요구되고 있었다. 1980년부터 미쓰비시 중공업사에 의한 개발이 시작되어 1984년에 시제차 2대가 완성되었다. 1986년부터 기술 시험 및 실용 시험을 거쳐 1989년에 제식 채용되었다. 개발 목표시기로 신형 전차인 90식 전차의 조달 시작과 거의 같은 시기에 되도록하는 것이 고려되고 있었다. 그리고 1대당 약 62억원 ~ 70억원 정도로 비싼데 이는 1980년대 후반 버블경제 시절의 물가 폭등과 생산라인 구축 및 인프라 비용에 비해 적은 생산량(저율생산)의 영향이다. 1980년대 초반부터 배치된 영국 FV-510이나 2000년대 이후에 등장한 대한민국 K-21의 경우 단가가 45억원 내외다.

## 포탑
포탑은 2인승이며, 정면에 봤을 때 왼쪽에 위치한 차장용 조준경에는 레이저거리측정기가, 오른쪽에 있는 포수용 조준경에는 열영상장비가 장착되어 있다. 포수용 열영상 조준경은 목표 자동 추적 기능을 가지고 있어 야간에도 작전이 가능하다. 포탑 앞쪽 중앙부에는 적 레이저 유도무기 조준을 탐지할 수 있는 레이저경보기(LWR, Laser Warning Receiver )가 장착되어 있는데, 포탑 양쪽의 4연장 연막탄 발사기가 여기에 연동되어 있다.
장착한 35mm 기관포의 포탄으로는 장갑차량용 철갑탄(AP, Armor Piercing)과 분리식 철갑예광탄(APFS-T, Armour Piercing Fin Stabilized-Tracer), 그리고 대전차미사일 진지나 기관포 진지용 고폭소이예광탄(HEI-T, High-Explosive Incendiary-Tracer)을 사용한다. APDS-T탄은 400m 거리에서 70mm 두께의 압연 균질 강판(RHA, Rolled homogeneous armour)을 관통할 수 있으며최대사거리는 3,000m다.
포탑 양옆에는 상륙주정과 전차 공격이 가능한 79식 대주정·대전차 유도탄 발사기가 1개씩 장착되어 있다. 79식 대주정 대전차 유도탄은 사정거리가 4,000m이며, 적 상륙정과 상륙에 성공한 적 장갑차량 저지를 목적으로 개발되었다. 대전차고폭(HEAT, High Explosive Anti Tank) 탄두를 사용하지만, 상륙주정의 경우 근접신관을 사용한 고폭탄 모드, 전차의 경우 폭발력이 집중되는 HEAT탄 모드로 기폭 방식을 선택할 수 있다. 유도 방식은 유선 반자동 지령유도(SACLOS, Semi-Automatic Command to Line of Sight) 방식을 사용한다.

## 차체
차체는 전면과 측면 모두 경사를 줬으며 방탄 성능이 우수한 압연 강판을 사용하여 알루미늄 합금제를 쓴 73식 장갑차보다 생존성이 향상되었다. 포탑과 차체는 병력 수송 차량과 포탑 가대차를 겸하고 있기 때문에, 전체 높이가 74식 전차와 이듬해에 제식화된 90식 전차 보다 높아졌다.
부항성은 사양에 포함되지 않았다. 이것은 도로망이 발달해 대부분의 하천에는 다리가 놓여있어 일본 국내에서는 필요성이 낮다고 판단된 것이며 더 무게가 큰 탱크 시설과 공병의 가교 · 도하의 지원이 필수적이며, 그 전차와 공동 행동을 한다면 부항성은 중요하지 않은 것. 그리고 그로인해서 차체의 경량화로 인한 방어력의 저하와 가격 상승도 우려하여 채용하지 않았다.이점이 한국의 K-21과는 대조적이다.
부정지 답파 능력을 가지며, 정비성 향상을 도모하고, 차체 앞부분 좌측으로는 파워팩으로서 일체화된 엔진과 변속·조향 장치가 탑재되어있다.

## 파생형
•99식 탄약운반장갑차
•99식 자주포

## 같이 보기
- M2/M3 브래들리
- 푸마 (보병전투차)
- K-21
- AMX-10P